# Elio Sgreccia
Elio Sgreccia (ur. 6 czerwca 1928 w Arcevii, zm. 5 czerwca 2019 w Rzymie) – włoski duchowny rzymskokatolicki, specjalista w zakresie bioetyki oraz zagadnień związanych z nauczaniem Kościoła w dziedzinie życia rodzinnego, sekretarz Papieskiej Rady ds. Rodziny w latach 1992–1996, przewodniczący Papieskiej Akademii Życia w latach 2005–2008, kardynał od 2010.

## Życiorys
Święcenia kapłańskie przyjął 29 czerwca 1952. Przez wiele lat był rektorem Papieskiego Seminarium Regionalnego im. Piusa XI w Fano. 5 listopada 1992 Jan Paweł II powołał go na urząd sekretarza Papieskiej Rady ds. Rodziny. W związku z tą nominacją otrzymał sakrę biskupią, której papież udzielił mu osobiście w dniu 6 stycznia 1993. Jako stolicę tytularną otrzymał Zama Minor. W kwietniu 1996 zrezygnował z pracy w Radzie. Powrócił do Kurii Rzymskiej w 2005, gdy został powołany na przewodniczącego Papieskiej Akademii Życia. Opuścił to stanowisko w czerwcu 2008, wkrótce po swoich 80. urodzinach.
20 października 2010 papież Benedykt XVI ogłosił jego nazwisko wśród 24 nowych kardynałów, których kreacja odbyła się na konsystorzu 20 listopada 2010. Z racji ukończenia 80. roku życia przed kreacją, nie miał uprawnień elektorskich.